# Tia Nolan
Tia Nolan (* 20. Jahrhundert) ist eine US-amerikanische Filmeditorin.

## Leben
Tia Nolan wuchs im Großraum Chicago auf und wurde durch ihren Vater geprägt, der Werbefilmer war. Sie absolvierte ein Filmstudium an der USC School of Cinematic Arts in Los Angeles von 1987 bis 1991. Danach wurde sie für einige Jahre als Schnitt-Assistentin tätig. In den 2000er Jahren wurde sie dann als Filmeditorin aktiv. Ihr Arbeitsschwerpunkt liegt auf komödiantischen Werken. Ihr Schaffen umfasst mehr als zwei Dutzend Produktionen.

## Filmografie
- 1997: The Others
- 2002: A Gentleman’s Game
- 2005: Verliebt in eine Hexe (Bewitched)
- 2008: The Women – Von großen und kleinen Affären (The Women)
- 2011: Freunde mit gewissen Vorzügen (Friends with Benefits)
- 2014: Annie
- 2014: Reine Männersache (Date and Switch)
- 2016: How to Be Single
- 2016: Angie Tribeca (Fernsehserie, 8 Folgen)
- 2018: I Feel Pretty
- 2018: Midnight Sun – Alles für dich (Midnight Sun)
- 2020: Superintelligence
- 2021: Thunder Force
- 2022: Doctor Strange in the Multiverse of Madness
- 2023: Wo die Lüge hinfällt (Anyone but You)
- 2025: One of Them Days